# Mistrzostwa Europy w Zapasach 1947
20. Mistrzostwa Europy w zapasach odbywały się w 1947 roku w Pradze w Czechosłowacji.

## Medaliści
| Konkurencja: | Złoto                | Srebro                 | Brąz               |
| ------------ | -------------------- | ---------------------- | ------------------ |
| -52kg        | Bertil Sundin        | Muhammad Ali Abd al-Al | Lenni Viitala      |
| -57kg        | Mahmud Hasan         | Reidar Merli           | Lorentz Freij      |
| -62kg        | Olle Anderberg       | Ferenc Tóth            | František Kotrbatý |
| -67kg        | Gösta Frändfors      | Aram Jaltyrjan         | Celal Atik         |
| -73kg        | Yaşar Doğu           | Gösta Andersson        | Nikołaj Koczarski  |
| -79kg        | Nikołaj Biełow       | Muhlis Tayfur          | Axel Grönberg      |
| -87kg        | Konstantin Koberidze | Gyula Kovács           | Karl-Johan Wong    |
| +87kg        | Johannes Kotkas      | Mustafa Çakmak         | Pauli Riihimäki    |

## Tabela medalowa
| Lp. | Państwo          | Złoto | Srebro | Brąz |
| --- | ---------------- | ----- | ------ | ---- |
| 1   | Szwecja          | 3     | 1      | 3    |
| 2   | ZSRR             | 3     | 1      | 1    |
| 3   | Turcja           | 1     | 2      | 1    |
| 4   | Królestwo Egiptu | 1     | 1      | 0    |
| 5   | Węgry            | 0     | 2      | 0    |